# خالد الهزاع
خالد الهزاع، (مواليد 2 ديسمبر 1971-)، لاعب كرة قدم سعودي معتزل. شارك في بطولة كأس آسيا سنة 1992م.

## وصلة خارجية
- خالد الهزاع على موقع الاتحاد الدولي (مؤرشف)  (الإنجليزية)
- خالد الهزاع على موقع قاعدة بيانات كرة القدم.إي يو (الإنجليزية)
- خالد الهزاع على موقع ناشيونال فوتبول تيمز (الإنجليزية)
- خالد الهزاع على موقع عالم كرة القدم.نت (الإنجليزية)